# Stonycreek Township (comté de Cambria, Pennsylvanie)
Stonycreek Township est un township du comté de Cambria, en Pennsylvanie, aux États-Unis. La population était de 2 844 au recensement de 2010 , contre 3 204 au recensement de 2000. Il fait partie de la région métropolitaine de Johnstown, en Pennsylvanie.

## Démographie
Lors du recensement de 2010, le township comptait une population de 2 844 habitants.